# كليفتون كروسبي
كليفتون كروسبي (بالإنجليزية: Clifton Crosby)‏ هو لاعب كرة قدم أمريكية أمريكي، ولد في 17 سبتمبر 1974 في إيري في الولايات المتحدة.

## وصلات خارجية
- كليفتون كروسبي على موقع مرجع كرة القدم المحترفة.كوم (الإنجليزية)